# Glenea acutipennis
Glenea acutipennis là một loài bọ cánh cứng trong họ Cerambycidae.